# Opius obscuroma
Opius obscuroma är en stekelart som beskrevs av Fischer 1990. Opius obscuroma ingår i släktet Opius och familjen bracksteklar. Inga underarter finns listade i Catalogue of Life.